# 1172 Äneas
1172 Äneas é um asteroide troiano de Júpiter. Foi descoberto em 17 de outubro de 1930 por Karl Wilhelm Reinmuth.